# Liste der Biografien/Guf
Liste der Biografien |
Portal Biografien |
Personensuche
# |
A |
B |
C |
D |
E |
F |
G |
H |
I |
J |
K |
L |
M |
N |
O |
P |
Q |
R |
S |
T |
U |
V |
W |
X |
Y |
Z |
?
 
Ga |
Gb |
Gc |
Gd |
Ge |
Gf |
Gh |
Gi |
Gj |
Gk |
Gl |
Gm |
Gn |
Go |
Gp |
Gq |
Gr |
Gs |
Gu |
Gv |
Gw |
Gy |
Gz
 
Gua |
Gub |
Guc |
Gud |
Gue |
Guf |
Gug |
Guh |
Gui |
Guj |
Guk |
Gul |
Gum |
Gun |
Guo |
Gup |
Gur |
Gus |
Gut |
Guu |
Guv |
Guw |
Guy |
Guz
Die Liste der Biografien führt alle Personen auf, die in der deutschsprachigen Wikipedia einen Artikel haben. Dieses ist eine Teilliste mit 18 Einträgen von Personen, deren Namen mit den Buchstaben „Guf“ beginnt.

## Guf

### Gufe
- Gufeld, Eduard (1936–2002), sowjetischer Schachspieler

### Guff
- Guffanti, Anton (1828–1904), deutscher Gutsbesitzer, Kunstsammler und Stifter
- Guffens, Godefried (1823–1901), belgischer Maler
- Guffey, Burnett (1905–1983), US-amerikanischer Kameramann
- Guffey, Cary (* 1972), US-amerikanischer Schauspieler
- Guffey, Joseph F. (1870–1959), US-amerikanischer Politiker
- Gufflet, Henri-Marie-Charles (1913–2004), französischer Geistlicher, katholischer Bischof
- Gufflet, Maurice (1863–1915), französischer Segler
- Gufflet, Robert (1883–1933), französischer Segler
- Guffroy, Pierre (1926–2010), französischer Artdirector und Szenenbildner

### Gufl
- Gufler, Alex (* 2002), italienischer Rennrodler
- Gufler, Edith (* 1962), italienische Sportschützin
- Gufler, Frants (* 1957), dänischer Curler
- Gufler, Karl (1919–1947), italienischer Bauerknecht, Widerstandskämpfer gegen den Nationalsozialismus
- Gufler, Lukas (* 1999), italienischer Rennrodler
- Gufler, Max (1918–1966), österreichischer Serienmörder
- Gufler, Michael (* 1979), italienischer Skirennläufer
- Gufler, Philipp (* 1989), deutscher bildender Künstler